# Бела легија (Заир)
Бела легија (фр. Légion Blanc) била је плаћеничка јединица током Првог конгоангског рата (1996–97) која се борила на страни председника Заира Мобутуа Сесе Сека. Ова група од неколико стотина људи, углавном из бивше Југославије, добила је задатак да брани град Кисангани и обучава заирске трупе. Овај напор био је углавном неуспешан и средином марта 1997. плаћеници су напустили земљу.

## Увод
Крајем 1996. године, Елуки Монга Аунду, начелник Генералштаба оружаних снага Заира, изјавио је премијеру Леону Кенгу да би покретање контраофанзиве против инвазивних снага у провинцијама Киву било немогуће без употребе плаћеника. Аунду је затражио од Кенга да припреми план за запошљавање плаћеника, што је одобрио и председник Мобуту Сесе Секо. Од тог тренутка употреба плаћеника била је дозвољена. Мобуту је очигледно затражио помоћ Executive Outcomes-a, приватне војне компаније која је већ учествовала у грађанским ратовима у Анголи и Сијери Леонеу. Међутим, одбио је њихову понуду пошто је оценио да је цена превисока. Потом је, између осталих, изабрао војнике који су донедавно служили у Војсци Републике Српске.
Крајем 1996. године у Заиру су постојале четири групе плаћеника. Била је група од око двадесет до тридесет западних Европљана, при чему су већину чинили Французи под вођством белгијског бившег пуковника Кристијана Таверниера. Другу групу чинили су босански Срби, за које Карин Печ процењује да их је било између осамдесет и сто. Био је и мали број украјинских пилота (било је и руса). Последњу групу чинили су јужноафрички саветници за безбедност и пилоти.